# 여름 궁전
《여름 궁전》(颐和园, Summer Palace)은 중국에서 제작된 로예 감독의 2006년 드라마 영화이다. 학뢰 등이 주연으로 출연하였고 내안 등이 제작에 참여하였다.

## 출연

### 주연
- 학뢰
- 추이 린

### 조연
- 롱 두안
- 곽소동